# Apollo Smile
Paula Anne Scharf-Daily, född Paula Anne Scharf den 16 februari 1967 i New York, känd under artistnamnet Apollo Smile, är verksam som sångare och röstskådespelare, har bl.a. lånat ut sin röst till karaktären Ulala i spelserien Space Channel 5.

## Diskografi (urval)
Studioalbum
- 1991 – Apollo Smile
- 1998 – Love, Kisses, and Grenades
- 2000 – Wrecking Ball

Singlar
- 1991 – "Dune Buggy"